# طوم باس
طوم باس هو سياسي أمريكي، ولد في 11 يناير 1927، وتوفي في 3 مارس 2019. انتخب عضو مجلس نواب تكساس ‏.